# Michael von Grünigen
Michael von Grünigen (født 11. april 1969 i Schönried, Schweiz) er en pensioneret schweizisk alpin skiløber, der har vundet både OL- og VM-medaljer, samt flere World Cup sejre. Stort set alle hans triumfer kom i storslalom, der var hans ubetingede favoritdisciplin.

## Resultater
Von Grünigen nåede gennem sin karriere at sikre sig to verdensmesterskaber i storslalom, henholdsvis i 1997 i Sestrières og 2001 i St. Anton. Han vandt desuden bronze i disciplinen ved OL i Nagano 1998.